# Ignacio Jiménez Martín
Ignacio Jiménez Martín, (Órgiva, 1898 - Madrid, 1959) fue un pionero de la aviación española.

## Biografía
Hijo del militar Francisco Jiménez Arenas, ingresó en la Academia de Infantería en 1914, siendo destinado en 1917 al Grupo de Regulares n.º 4, en Larache, donde permaneció hasta 1919. En octubre de dicho año se incorporó al aeródromo de Cuatro Vientos para realizar el curso de observador de aeroplano, finalizado en diciembre, realiza a continuación en Getafe, el curso de piloto, obteniendo el título en mayo de 1920, siendo destinado al aeródromo de Tetuan, desde donde participó en los meses siguientes en numerosas misiones de reconocimiento y bombardeo, recibiendo varias felicitaciones por sus superiores.
En 1921 pasó destinado a Tablada de profesor de vuelo, regresando a finales de 1922 a Marruecos, al Grupo n.º 4 de Havilland DH-9, hasta mediados de 1923 en que es destinado a la base de hidros de El Atalayón.
El 9 de agosto de 1923 sufre un grave accidente de vuelo, que estuvo a punto de costarle la vida, recuperándose tras más de un año hospitalizado.
Ascendido a Capitán en junio de 1925, establece en agosto el récord de España de permanencia en el aire, en 12 horas, marca batida por el mismo dos días más tarde, consiguiendo el récord de 13 horas y media.
Regresa a los hidros de Melilla, participando en 1924 en el desembarco de Alhucemas.
Entre diciembre de 1926 y febrero de 1927, como 2º piloto del avión Andalucía, forma parte del raid efectuado por la Patrulla Atlántida desde Melilla a Bata, en Guinea, y regresó realizando un vuelo de 15.000 kilómetros. Tras regresar es nombrado jefe de la 2ª escuadrilla del 5º Grupo, en mayo de 1927, ocupando posteriormente la Jefatura de la Escuela de Guadalajara.
Junto a Francisco Iglesias Brage realizó, a bordo del avión Jesús del Gran Poder, la travesía entre Sevilla y Bahía en 1929. Aunque inicialmente la intención era llegar a Río de Janeiro, para batir la marca de distancia recorrida en avión, sí se batió la distancia sobre agua sobrevolada por un avión.
En junio de 1931 es destinado a la Jefatura del Aire. En mayo de 1932, representa a España en el Congreso de Aviadores Transoceánicos, que se celebra en Roma, marchando poco después en calidad de Supernumerario a Manila donde contrae matrimonio y fija su residencia.
Tras la sublevación militar regresa a España, en agosto de 1936, incorporándose en Salamanca a los sublevados, y ostentando el mando de varios Aeródromos hasta marzo de 1937, en que asciende a Comandante y es puesto al mando de un Batallón de Infantería, en la 5ª División, con la cual combate en diversos frentes hasta que, en diciembre de 1937, debido a su delicada salud, debe ser hospitalizado en San Sebastián durante varios meses.
Su familia, en el verano de 1936, se encontraba en Barcelona, donde viven su madre y hermanas y donde su hermano pequeño, José Luis Jiménez Martín, estudiaba Medicina. Su padre, Francisco Jiménez Arenas, era un General del Cuerpo de Intendencia destinado en Burgos que, estando de vacaciones en Barcelona con su familia, es detenido por los milicianos y encerrado en un barco-prisión, de donde es sacado irregularmente por otros milicianos, junto a otros dos presos, y posteriormente asesinados. Al final de la guerra su cuerpo es recuperado e identificado. Su hermano José Luis huye de Barcelona tras la detención de su padre y, tras pasar por Francia, regresa a la zona sublevada a finales de 1936, incorporándose primero como sanitario y realizando, posteriormente, en 1937, el curso de piloto y sirviendo en diversos grupos de vuelo a lo largo de la guerra, que plasmará en sus memorias unos años después, tituladas "Cadenas del Aire".
Terminada la Guerra civil española, Ignacio Jiménez Martin regresa a Manila con su esposa, donde permanece hasta 1955, cuando regresa a Madrid, donde fallece en febrero de 1959.

## Reconocimiento
- En Alcalá de Henares se le ha dedicado la "calle Capitanes Jiménez e Iglesias".